# كياسرلات
كياسرلات هي قرية في مقاطعة كرج، إيران. يقدر عدد سكانها بـ 13 نسمة بحسب إحصاء 2016.